# Selderijroest
De selderijroest (Puccinia apii) is een schimmel behorend tot de familie Pucciniaceae. Hij behoort tot de biotrofe parasieten. De schimmel komt voor op Apium-soorten, waaronder selderij.. De selderijroest komt voor in Europa, Zuid-Amerika en Australië.

## Levenscyclus
Zijn levenscyclus speelt zich af op een en dezelfde waardplant. Er worden spermogonia, aecia, uredinia en telia op de onderzijde van het blad en de bladstelen gevormd.

## Morfologie
De 130 µm grote spermogonia zitten in kleine groepjes tot ongeveer 1 mm in diameter. De bekervormige, witte aecia zitten in kleine groepjes tot 5 mm in diameter rond de spermogonia. De oranje, 16-24 µm grote aeciosporen zijn bolvormig en hebben een doorzichtige, 1,5-2 µm dikke wand, die gelijkmatig met grove wratten is bezet. De kaneel- tot kastanjebruine uredinia zitten meestal aan de onderzijde van het blad. De 28-38 µm lange en 20-26 µm brede urediniospore is ellipsoïd tot omgekeerd eirond en heeft een lichtbruine 2-2,5 µm dikke wand. De top is tot 3-8 µm dik. De urediniospore heeft 3 (-4) equatoriale kiemporiën. De telia zijn iets donkerder dan de uredinia. De ellipsoïde tot cilindrische, 30-50  µm  lange en 20-26 µm brede teliosporen hebben een stompe top en zijn enigszins ingesnoerd bij het septum. De bruine wanden zijn 2-3 µm dik, maar bij de kiemporiën 4-6 µm dik.

## Verspreiding
In Nederland komt selderijroest uiterst zeldzaam voor.

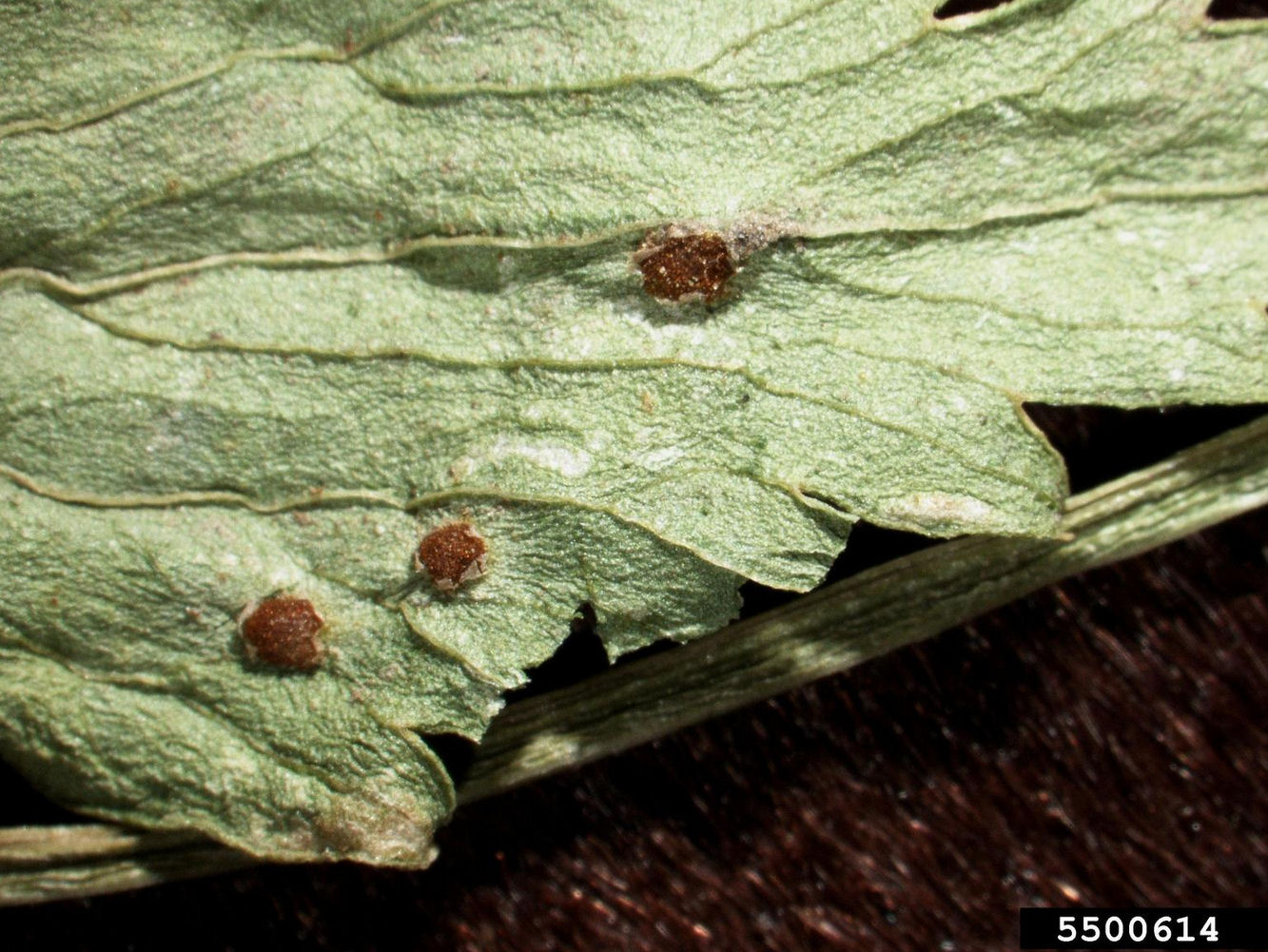
Uredinia
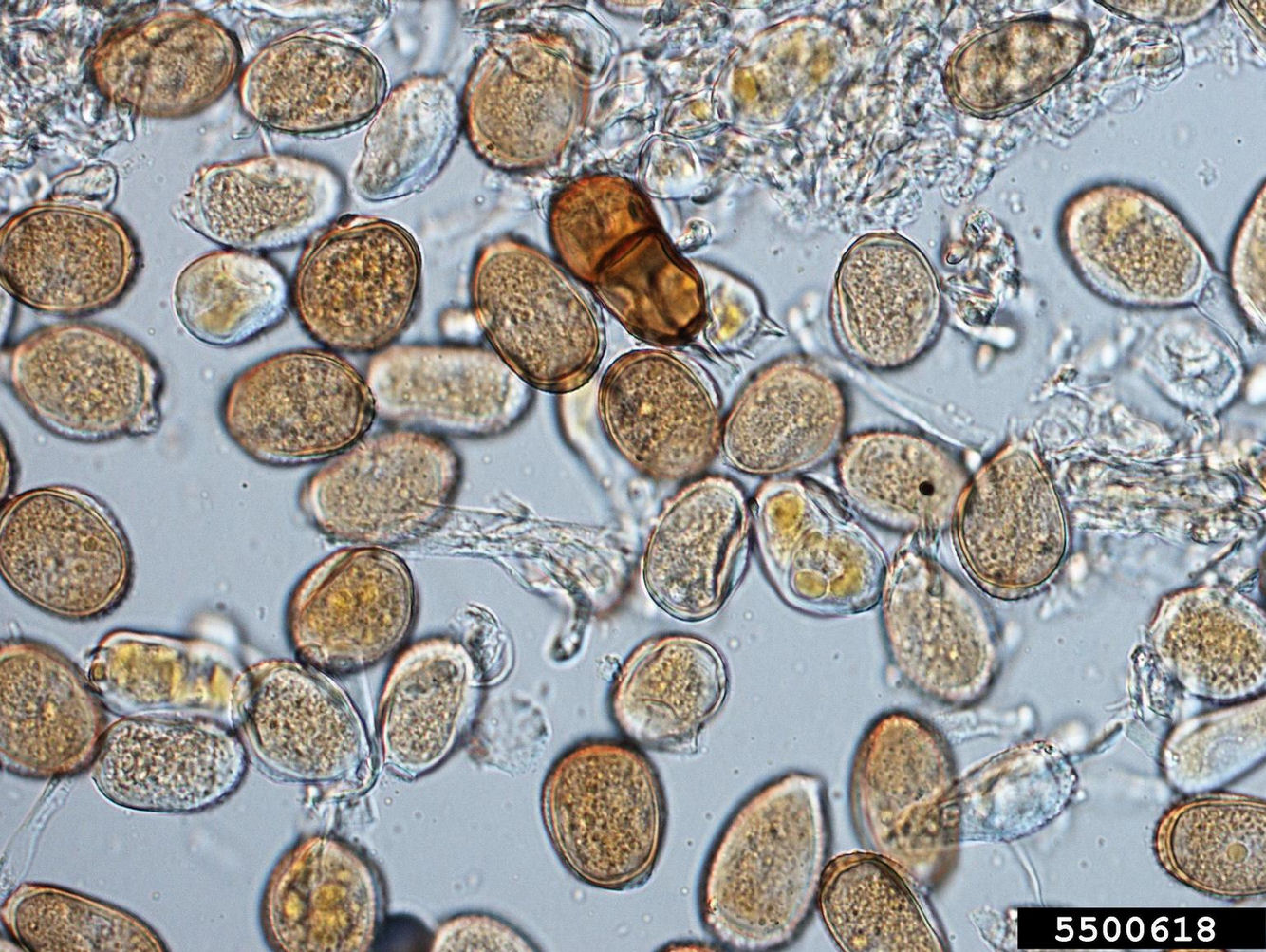
Urediniosporen
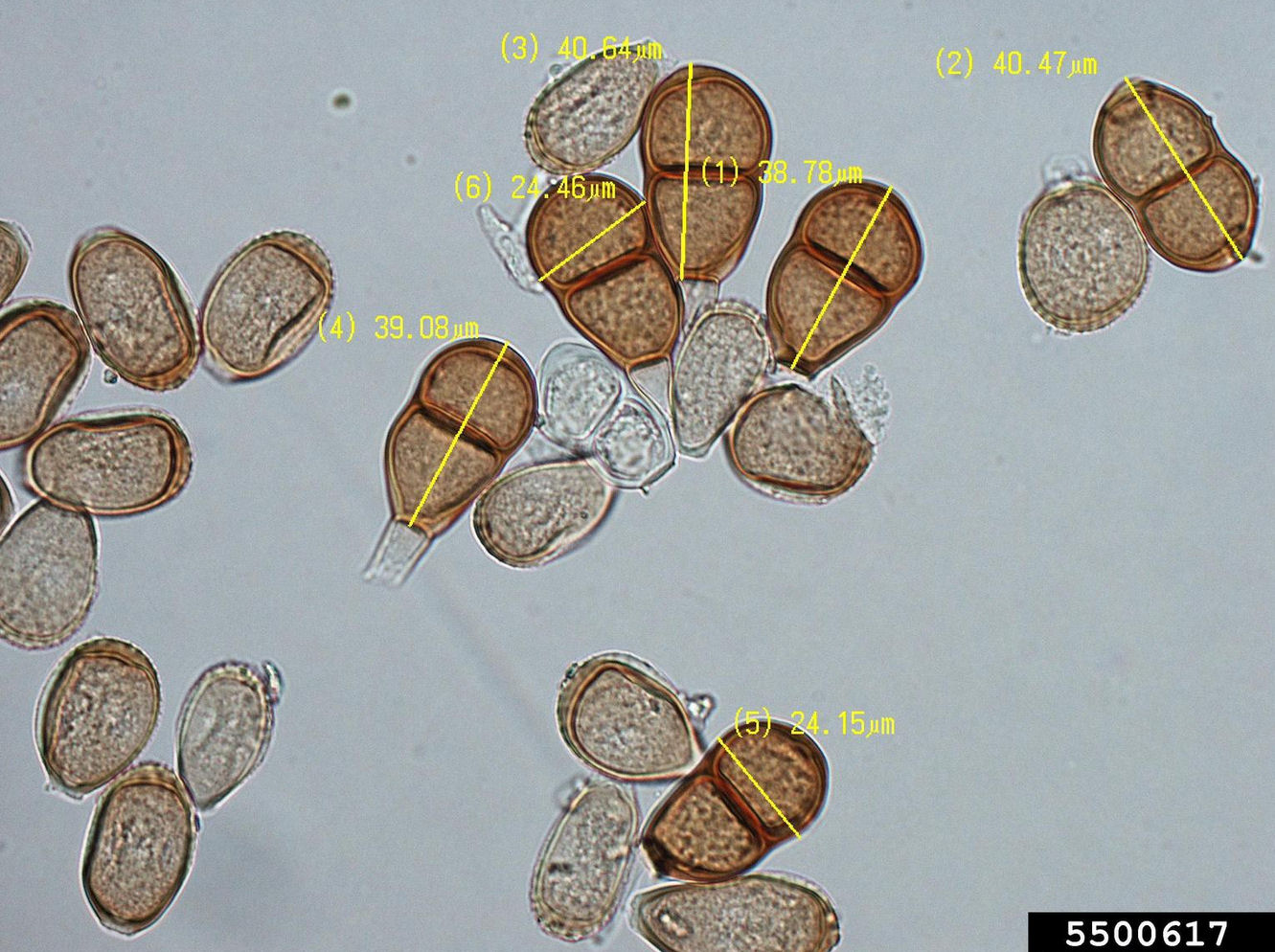
Teleutosporen